# سباق طواف فرنسا 1905
سباق طواف فرنسا 1905 من سلسلة سباقات سباق طواف فرنسا. أقيم هذا السباق في تاريخ 9-30 يوليو 1905 على 11 مراحل. بعد مرور 11 ساعة و25 دقيقة وبعد طي 2994 كم بمتوسط 27.481 كم في الساعة فاز بالميدالية الذهبية لويس تروسيه من فرنسا، فيما حصد إيبوليت أوكوتوريه من فرنسا الميدالية الفضية، وكانت الميدالية البرونزية من نصيب جان باتيست دورتيناك من فرنسا.

## الميداليات
| ذهب                 | فضة                       | برونز                       |
| لويس تروسيه - فرنسا | إيبوليت أوكوتوريه - فرنسا | جان باتيست دورتيناك - فرنسا |